# Округ Пуласки (Илиноис)
Округ Пуласки (енгл. Pulaski County) је округ у америчкој савезној држави Илиноис.

## Демографија
По попису из 2010. године број становника је 6.161, што је 1.187 (-16,2%) становника мање 2000. године.
| Група             | 2000.         | 2010.         |
| Белци             | 4.841 (65,9%) | 3.937 (63,9%) |
| Афроамериканци    | 2.278 (31,0%) | 1.994 (32,4%) |
| Азијати           | 68 (0,9%)     | 13 (0,2%)     |
| Хиспаноамериканци | 107 (1,5%)    | 97 (1,6%)     |
| Укупно            | 7.348         | 6.161         |